# Berthe Girardet

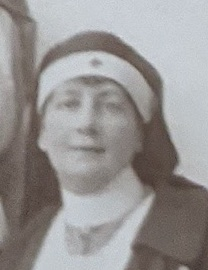
Berthe Girardet

Berthe Girardet, geb. Imer (* 8. April 1869 in Marseille; † 8. Dezember 1948), war eine französische Bildhauerin.
Sie erhielt ihre Ausbildung bei Antonin Carlès. 1892 heiratete sie Paul Armand Girardet, mit dem sie in Neuilly-sur-Seine lebte. Sie schuf Porträtbüsten und Genregruppen.